# Liopasia
Liopasia is een geslacht van vlinders uit de familie van de grasmotten (Crambidae), uit de onderfamilie van de Spilomelinae. De wetenschappelijke naam van dit geslacht is voor het eerst voorgesteld door Heinrich Benno Möschler in een publicatie uit 1882. De soorten binnen dit geslacht komen in Midden- en Zuid-Amerika voor.

## Soorten
- Liopasia andrealis Dognin, 1910
- Liopasia anolopha Munroe, 1963
- Liopasia apicenotata Hampson, 1918
- Liopasia dorsalis Hampson, 1899
- Liopasia leucoperalis Hampson, 1918
- Liopasia maculifimbria Dyar, 1914
- Liopasia meridionalis Schaus, 1920
- Liopasia ochracealis (Walker, 1866)
- Liopasia purpurealis Schaus, 1924
- Liopasia puseyalis Schaus, 1920
- Liopasia reliqualis Möschler, 1882
- Liopasia rufalis Hampson, 1913
- Liopasia simplicissimalis Dyar, 1914
- Liopasia surinamalis Schaus, 1920
- Liopasia teneralis (Lederer, 1863)